# HD104376
HD104376 — хімічно пекулярна зоря спектрального класу
B8 й має видиму зоряну величину в смузі V приблизно  9,6.

## Пекулярний хімічний склад
Зоряна атмосфера HD104376 має підвищений вміст 
Si
.